# Сюлли-сюр-Луар (город)
Сюлли-сюр-Луар (фр. Sully-sur-Loire) — город в центральной Франции, на территории департамента Луаре, на обоих берегах реки Луара. В районе города река особенно широка и мелка. Поэтому ещё со времён раннего Средневековья здесь имелась переправа вброд через неё. В X веке близ Сюлли-сюр-Луар был построен мост через реку, затем неоднократно разрушавшийся и вновь возводившийся.

## Замок
Главной достопримечательностью Сюлли-сюр-Луар является его замок, носящий также название Сюлли-сюр-Луар. Возведён он был в XIV веке и тогда представлял мощное оборонительное сооружение, возведённое практически в русле реки и окружённое линиями рвов и канав. В XIV—XVII столетиях неоднократно перестраивался. С 1602 года, когда его владельцем стал герцог Сюлли, замок утратил своё военное значение и использовался как загородный дворец. С 1962 года он — в собственности департамента Луаре и имеет статус государственного музея. Наиболее интересная часть замка — его донжон, построенный в готическом стиле. Здесь, на первом этаже донжона, в обширном Почётном зале, состоялась премьера трагедии Вольтера «Артемида», в то время, когда он, изгнанный из Парижа, нашёл убежище в замке Сюлли-сюр-Луар.
Замок Сюлли-сюр-Луар входит в число замков Луары, включённых в 2000 году ЮНЕСКО в число объектов, составляющих Всемирное наследие.